# Armin Müller
Armin Müller (ur. 25 października 1928 w Świdnicy, zm. 6 lutego 2005 w Jenie) – niemiecki poeta, malarz, prozaik i aforysta.

## Ogólna informacja
Autor opowiadań, aforyzmów i powieści, a także dziennika, które były przekładane na kilka języków obcych. Malował także sugestywne wizje, w których łączył obraz z poezją (np. Auf weißen Pferden, czyli Na białym koniu z 1983). Przez wiele lat (od 1946) mieszkał w Weimarze. W twórczości często przejawia się motyw zakończenia wojny i późniejszych wysiedleń. 
W roku 1997 został on wyróżniony Nagrodą Literacką im. Eichendorffa. 

## Dorobek

### Powieści
- Kirmes, Thüringer Volksverlag, Erfurt, 1952
- Sommerliche Reise ins Nachbarland. Ein junger Schriftsteller erlebt das neue Polen, Thüringer Volksverlag, Weimar, 1953
- In den Hütten der Hoffnung. Reportage, Verlag Neues Leben, Berlin, 1955
- Der Pirol und das Mädchen, Volksverlag, Weimar, 1958
- Armin Müller/Erich Hahn: Reise in die Rhön, reportaż, Volksverlag, Weimar, 1958
- Du wirst Dir den Hals brechen, Neues Leben, Berlin, 1961
- Der Maler und das Mädchen, Neues Leben, Berlin, 1966
- Franziska Lesser, sztuka, 1971
- Sieben Wünsche, sztuka, 1974
- Der goldene Vogel, sztuka, 1975
- Meine verschiedenen Leben, Greifenverlag, Rudolstadt, 1978
- Der Magdalenenbaum, Greifenverlag, Rudolstadt, 1979, sfilmowana w 1989
- Taube aus Papier, Greifenverlag, Rudolstadt, 1981
- Der Puppenkönig und ich (Lalkarz König i ja. Powrót na Dolny Śląsk), Greifenverlag, Rudolstadt, 1986 (w Polsce wydana w 2004 przez Wydawnictwo Poznańskie)
- Ich sag dir den Sommer ins Ohr. Ein Tagebuch (des Jahres 1987), Greifenverlag, Rudolstadt, 1989
- Klangholz, Hain Verlag, Rudolstadt, 1998

### Poezja
- Hallo, Bruder aus Krakau!, Thüringer Volksverlag, Weimar, 1949
- Seit jenem Mai, Verlag Neues Leben, Berlin, 1953
- Das weisse Schiff, Neues Leben, Berlin, 1959
- Poem Neunundfünfzig, Volksverlag, Weimar, 1959
- Reise nach S, Neues Leben, Berlin, 1965
- Die Glocke von Buchenwald, kantata, 1974
- Ich habe den Thunfisch gegessen, poemat, Greifenverlag, Rudolstadt, 1982